# Franciszek Juszczyk (duchowny)
Franciszek Juszczyk (ur. 9 października 1890 w Żegocinie, zm. 8 listopada 1950 w Kłodzku) – proboszcz Wojska Polskiego, dziekan Okręgu Korpusu Nr VIII, we wrześniu 1939 szef duszpasterstwa rezerwowej 44 Dywizji Piechoty.

## Życiorys
Syn Jana i Katarzyny z Bobowskich. Absolwent liceum w Bochni i seminarium duchownego w Przemyślu, w którym to mieście przyjął w dniu 5 lipca 1914 r. święcenia kapłańskie. Początki jego posługi duszpasterskiej to pełnienie funkcji wikariusza w parafii Brzostek (do grudnia 1915 r.) .
W dniu 14 grudnia 1915 r. mianowany został kapelanem wojskowym armii austriackiej. Przebywał z żołnierzami podczas walk na froncie rumuńskim i włoskim (od lutego 1917 do stycznia 1918 r.), a następnie pełnił posługę w Przemyślu i Samborze.
Z końcem października 1918 r. rozpoczął pełnienie ochotniczej służby w Wojsku Polskim (był sanitariuszem i kapelanem w szpitalu w Jarosławiu) . Awansowany do stopnia kapitana został ze starszeństwem z dnia 5 grudnia 1918 r. Z tym samym dniem został przydzielony jako kapelan do Grupy Operacyjnej Henryka Minkiewicza, z którą odbył kampanię zimową pod Chyrowem. 3 lipca 1919 r. został mianowany na stopień majora. Dalsza jego posługa duszpasterska to służba w 3 Dywizji Piechoty Legionów, 7 Dywizji Piechoty, dowództwie Wileńskiego Okręgu Etapowego, 7 Armii, dowództwie Mołodeczańskiego Okręgu Etapowego (przydzielonego do 1 Armii), kieleckim Szpitalu Okręgowym oraz ponownie w 7 Dywizji Piechoty. Od 10 grudnia 1921 do I połowy 1934 r. zajmował stanowisko proboszcza parafii wojskowej w Przemyślu .
Dekretem Naczelnika Państwa i Wodza Naczelnego z dnia 3 maja 1922 r. (dekret L. 19400/O.V.) został zweryfikowany w stopniu starszego kapelana, wśród duchownych wyznania rzymskokatolickiego, ze starszeństwem z dnia 1 czerwca 1919 r. i 30. lokatą. Przynależał wówczas ewidencyjnie do Kurii Biskupiej. W roku 1923 zajmował już 26. lokatę w swoim starszeństwie i znajdował się na ewidencji Kierownictwa Rejonu Duszpasterstwa Katolickiego w Przemyślu. Był wówczas odznaczony Krzyżem Walecznych. W roku 1924 zajmował, w randze starszego kapelana, 24. lokatę w starszeństwie pośród kapłanów wyznania katolickiego i pełnił jednocześnie funkcję kapelana garnizonu Przemyśl-Miasto. W roku 1928 i 1929 zajmował 20. lokatę wśród starszych kapelanów ze swego starszeństwa (ewidencyjnie przynależał do Szefostwa Duszpasterstwa Okręgu Korpusu Nr X), a w roku 1930 – 16. lokatę. Pozostając na stanowisku administratora parafii wojskowej w Przemyślu, zajmował w 1932 roku 9. lokatę wśród starszych kapelanów (majorów) obrządku rzymskokatolickiego w swoim starszeństwie. Od kwietnia 1933 do lutego 1934 r. pełnił również obowiązki kapelana w Szpitalu Okręgowym nr 10 .
Z dniem 13 czerwca 1934 r. starszy kapelan ksiądz Franciszek Juszczyk został przeniesiony, przez biskupa polowego Józefa Gawlinę, w duchowieństwie wojskowym (wyznania rzymsko-katolickiego), z Przemyśla do Włocławka, na stanowisko administratora tamtejszej parafii wojskowej , co ogłoszono w lipcu 1935 r. Od tego czasu pełnił również funkcję kapelana 14 pułku piechoty. Na stopień proboszcza został mianowany ze starszeństwem od dnia 19 marca 1937 r. i 1. lokatą w duchowieństwie wojskowym wyznania rzymskokatolickiego. W roku 1938 znalazł się w składzie komisji zajmującej się opracowaniem jednodniówki z okazji 20-lecia powstania włocławskiego 14 pułku piechoty. Na dzień 23 marca 1939 r. nadal pełnił funkcję administratora parafii Włocławek i jednocześnie piastował stanowisko dziekana Okręgu Korpusu Nr VIII. W dniu 30 sierpnia 1939 r. został przeniesiony do 67 pułku piechoty w Brodnicy. Podczas kampanii wrześniowej zajmował stanowisko szefa duszpasterstwa rezerwowej 44 Dywizji Piechoty, a podczas obrony Warszawy – szefa służby duszpasterstwa w dowództwie odcinka Warszawa-Praga.
Uniknął niewoli, pod pseudonimem „Świrad” działał w konspiracji. W latach 1940–1944 pełnił funkcję kapelana Wojskowego Szpitala Ujazdowskiego i zastępcy naczelnego kapelana Armii Krajowej (posiadał przydział do Komendy Głównej Armii Krajowej). 4 sierpnia 1944 r. został przez Niemców ewakuowany wraz z całym szpitalem. Podczas powstania warszawskiego został schwytany przez Niemców i skazany na karę śmierci, której szczęśliwie uniknął. Po upadku Sadyby wraz z ludnością cywilną wyszedł z Warszawy. Został ewakuowany wraz ze szpitalem do Krakowa, gdzie pełnił posługę kapelana w szpitalu przy ul. Kopernika. Potem osiadł w Kłodzku, gdzie został dziekanem tamtejszej katedry .
Ksiądz podpułkownik Franciszek Juszczyk zmarł w dniu 8 listopada 1950 r. w Kłodzku. Pochowany został na cmentarzu w rodzinnej Żegocinie. Znany był również jako wspaniały kaznodzieja i literat.

## Awanse
- kapelan – 5 grudnia 1918[1]
- starszy kapelan – 1 czerwca 1919 r., 30. lokata (zweryfikowany w tym stopniu i z tą lokatą został dekretem z dnia 3 maja 1922 r.)[3]
- proboszcz – starszeństwo z 19 marca 1937 i 1. lokata[17]

## Ordery i odznaczenia
- Krzyż Walecznych[22][23]
- Złoty Krzyż Zasługi (25 maja 1939)[24][19]
- Medal Pamiątkowy za Wojnę 1918–1921[25]
- Medal Dziesięciolecia Odzyskanej Niepodległości[25]
- Srebrny Medal za Długoletnią Służbę[1]
- Brązowy Medal za Długoletnią Służbę[1]
- Gwiazda Przemyśla[26]
- Odznaka Honorowa „Orlęta”[26]
- Odznaka Pamiątkowa Frontu Litewsko-Białoruskiego[26]
- Odznaka Pamiątkowa 14 Pułku Piechoty[26]
- Medal 10 Rocznicy Wojny Niepodległościowej (Łotwa)[25]
- Krzyż Wojskowy Karola (Austro-Węgry)[1]
- Krzyż Zasługi dla Duchownych Wojskowych 2. klasy z mieczami na biało-czerwonej wstążce (Austro-Węgry)[27]